# متلازمة بيندريد
متلازمة بيندريد أو داء بيندريد مرض وراثي يؤدي الي فقدان السمع الخلقي العصبي الحسي على كلا الجانبين وتضخم في الغدة الدرقية مع سوائية الدرقية أو قصور الغدة الدرقية قليلا. لا يوجد علاج محدد غير الإجراءات الداعمة لوظيفة السمع و هرمون الغدة الدرقية التكميلي في حالة قصور الغدة، وقد تم تسميتها نسبة إلى الدكتور الإنجليزي فون بيندريد (1869-1946) أول من وصف الحالة في عائلة أيرلندية تعيش في مدينة درم عام 1896.
وتشكل المتلازمة حوالي 7.5% من كل حالات الصمم الخلقي.

## العلامات والأعراض
1-فقدان السمع مع متلازمة بيندريد يحدث في معظم الأحيان ولكن ليس دائما .واكتساب اللغة قد يكون مشكلة كبيرة إذا كان الصمم شديدا في مرحلة الطفولة.
يتفاقم فقدان السمع مع مرور الوقت والتفاقم ممكن أن يكون متدرجا وذا صلة بصدمات الرأس الطفيفة. في بعض الحالات اكتساب اللغة قد يسوء بعد إصابة في الرأس مما يدل على أن الأذن الداخلية حساسة جدا وذلك نتيجة شيوع تضخم المسال الدهليزي(جزء من الأذن الداخلية) في هذه المتلازمة.
وظيفة الدهليز متباينة في متلازمة بيندريد والدوار ممكن أن يكون سمة بعد صدمة رأس طفيفة.
2-تضخم الغدة الدرقية موجود بنسبة 75% من كل الحالات.

## التشخيص
قياس السمع (قياس القدرة على سماع الاصوات عند حدة معينة) ولكن النتائج ليست بالضرورة محددة تخطيط السمع ليس كافيا لتشخيص متلازمة بيندريد
تضخم الغدة الدرقية قد يكون موجودا في العقد الأول ولكنها عادة تتضخم في نهاية العقد الثاني من العمر تصوير بالرنين المغناطيسي على الأذن الداخلية غالبا ما يبين تضخم مسال الدهليز الأذن و اتساع كيس الليمف الباطني وقد يبين شذوذ في القوقعة فيما يعرف ب Mondini dysplasia. الاختبارات الجينية لتحديد جين البندرين غالبا ما تشخصها. إذا تم الاشتباه في الحالة، غالبا ما يتم عمل اختبار تفريغ البركلورات وهذا الاختبار حساس بدرجة فائقة ولكن من الممكن أن يكون يعطى نتائج غير طبيعية في بعض حالات الغدة الدرقية. إذا وُجد تضخم بالغدة الدرقية يجب عمل اختبارات الغدة الدرقية الوظيفية لتحديد وجود أي خلل وظيفي طفيف حتى ولو لم يسبب أي عرض بعد.

## الوراثة

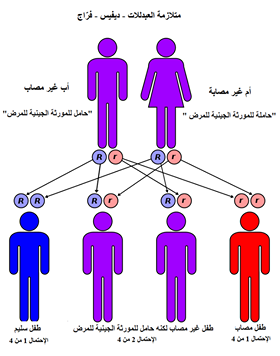
رسم يوضح طريقة انتقال الصفة المتنحية -في هذه الحالة متلازمة بيندريد- إذا كان الأبوان حاملين غير مصابين بالمرض.

متلازمة بيندريد هي اضطراب صبغي جسدي متنحي أي كي يصاب الشخص بالمرض لابد وأن يرث جين مختل من كلا الأبوين. هذا يعني أيضا أن أخ لشخص مصاب بالمتلازمة فرصة ظهور المرض لديه تكون بنسبة 25% إذا كان أبويه أشخاص حاملين غير مصابين بالمرض.
ارتبط ظهور المتلازمة بطفرة في جين الPDS والذي يرمز إلى بروتين البندرين SLC264A (حامل مادة ذائبة عائلة 26،العضو4) يوجد الجين على الذراع الطويلة للصبغي السابع  تؤدي الطفرة في نفس الجين إلى متلازمة تضخم المسال الدهليزي وهي سبب آخر للصمم. الطفرات المحددة في هذا الجين من المرجح أن تسبب متلازمة تضخم المسال الدهليزي لكن الطفرات الأخرى مرتبطة بظهور متلازمة بيندريد.

## الفسيولوجيا المرضية
SLC26A4 موجود في كل من القوقعة (جزء من الأذن الداخلية)، الغدة الدرقية والكلى.
في الكلى ، يشارك في افراز البيكربونات ، بالرغم من ذلك متلازمة بيندريد لاتؤدي إلى مشاكل بالكلى. وهو يعمل بمثابة ناقل كلوريد/يوديد.
في الغدة الدرقية، يؤدى إلى انخفاض دمج اليود في الثيروكسين(هرمون الغدة الدرقية).

## العلاج
لا يوجد علاج خاص بمتلازمة بيندريد ولكن دعم اللغة والكلام وزرع قوقعة قد يساهم في تحسن المهارات اللغوية.
إذا انخفض مستوى هرمون الغدة الدرقية ، في هذه الحالة تكون الحاجة إلى مكملات الهرمون.
ينصح المرضى بأن يتخذوا إجراءات وقائية لتجنب الصدمات في الرأس .